# راویا (اکلاهما)
راویا(به انگلیسی: Ravia) شهری در ایالت اکلاهما کشور ایالات متحده آمریکا است که جمعیت آن در سرشماری سال ۲۰۱۰ میلادی، ۵۲۸ نفر بوده‌است.